# کوه آنیک
کوه آنیک ( روسی: гора Аник ) بلندترین قله کرای پریمورسکی روسیه است. این منطقه در شمال منطقه پریمورسکی در مرز سرزمین خاباروفسک واقع است. کوه آنیک سومین قله بلند(پس از توردوکی یانی و کوه کو ) سامانه کوهستانی سیخوته آلین است. 